# 四季大雅
四季 大雅（しき たいが）は、日本のライトノベル作家。福島県郡山市出身。

## 経歴
福島県郡山市で幼少期を過ごす。幼少期から小説や漫画を読む習慣があり、高校卒業後に村上春樹の作品に出会い執筆活動を開始。
21歳の時に処女作を出版社に投稿。2022年に第16回小学館ライトノベル大賞にて、大賞を受賞し、『わたしはあなたの涙になりたい』で小説家としてデビューした。時代の流れで変化する物語ではなく、いつどの時点でも人々に感動を与える物語が特徴。東日本大震災の衝撃やその後の想いから『わたしはあなたの涙になりたい』を執筆した。作中では出身地である福島県郡山市が舞台となる。また、同作は、このライトノベルがすごい！2023にて、文庫部門総合3位・総合新作部門1位を獲得した。
2023年には、新作『ミリは猫の瞳の中に住んでいる』が、第29回電撃小説大賞金賞を受賞。新人賞W受賞となった。
2023年、『バスタブで暮らす』が、このライトノベルがすごい！2024にて、文庫部門総合4位・総合新作部門2位を獲得した。

## 作品リスト
- わたしはあなたの涙になりたい（小学館〈ガガガ文庫〉、イラスト：柳すえ、2022年7月20日、ISBN 978-4-09-453081-0）[8]
- ミリは猫の瞳の中に住んでいる（KADOKAWA〈電撃文庫〉イラスト：一色、2023年3月10日、ISBN 978-4-04-914876-3）[9]
- バスタブで暮らす（小学館〈ガガガ文庫〉、イラスト：柳すえ、2023年8月18日、ISBN 978-4-09-453146-6）[10]
- クラスで浮いてる宇良々川さん（小学館〈ガガガ文庫〉、イラスト：さかもと侑、2024年12月18日、ISBN 978-4-09-453208-1）[11]

### 単行本未収録作品

#### 同人誌
- 合同誌「こんなふうに世界は終わる？」（文学フリマ東京39、2024年12月1日） - 「世界の終りとハードボイルド・マッチングアプリ」[12]